# Ferrovia del Renon
La ferrovia del Renon (in tedesco Rittnerbahn o Rittner Bahn) è una linea ferroviaria a scartamento metrico costruita a servizio dell'altopiano del Renon, in Italia. Costruita nel 1907 come collegamento tra i comuni di Bolzano e Renon, dal 1966 è stata notevolmente accorciata e di conseguenza da allora espleta un esercizio di tipo tranviario urbano a servizio esclusivamente del secondo comune.
La gestione e la proprietà dell'infrastruttura e del materiale rotabile fanno capo a Strutture Trasporto Alto Adige.

## Storia

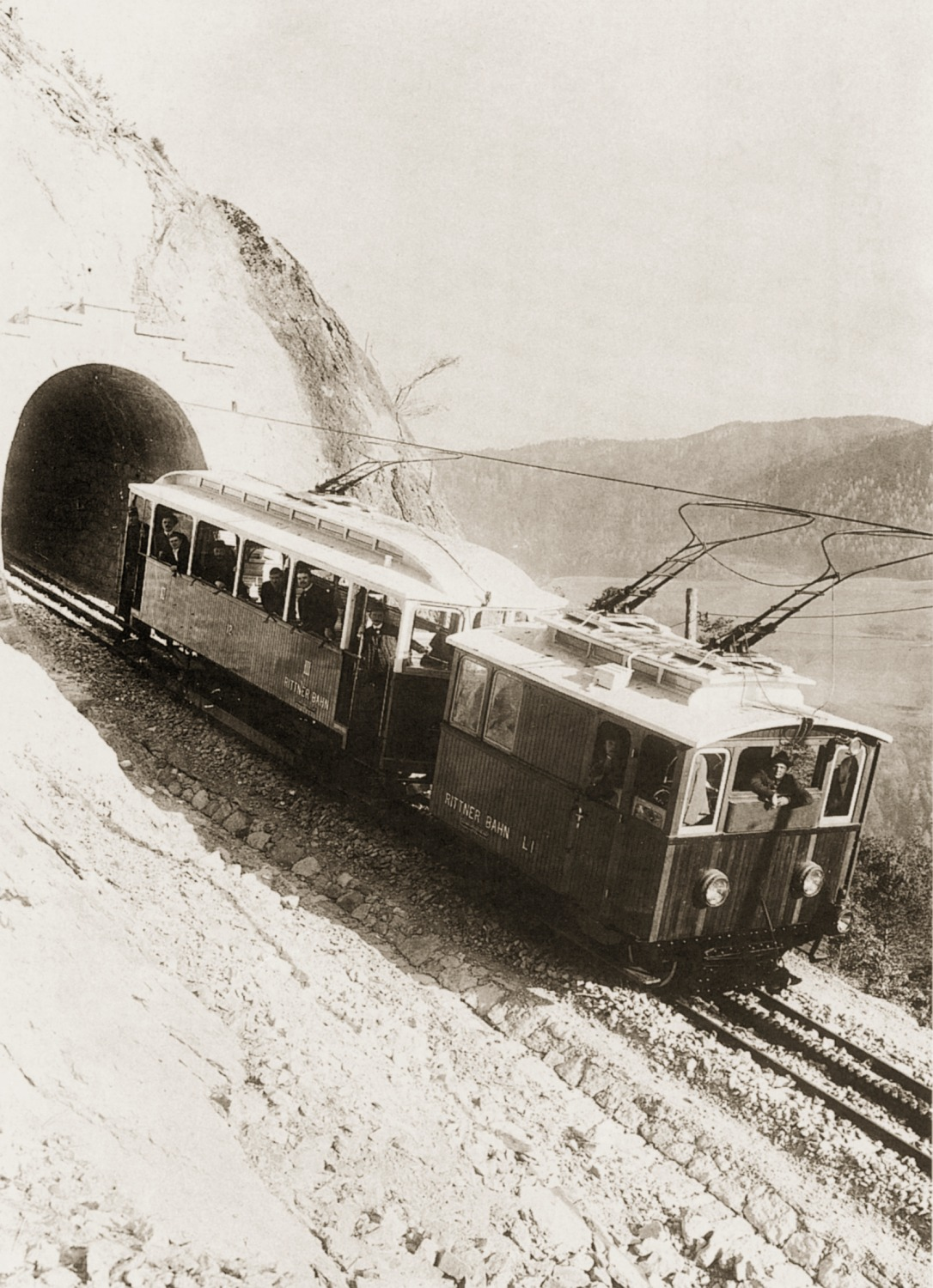
Un convoglio affronta il tratto a cremagliera nei primi anni di esercizio

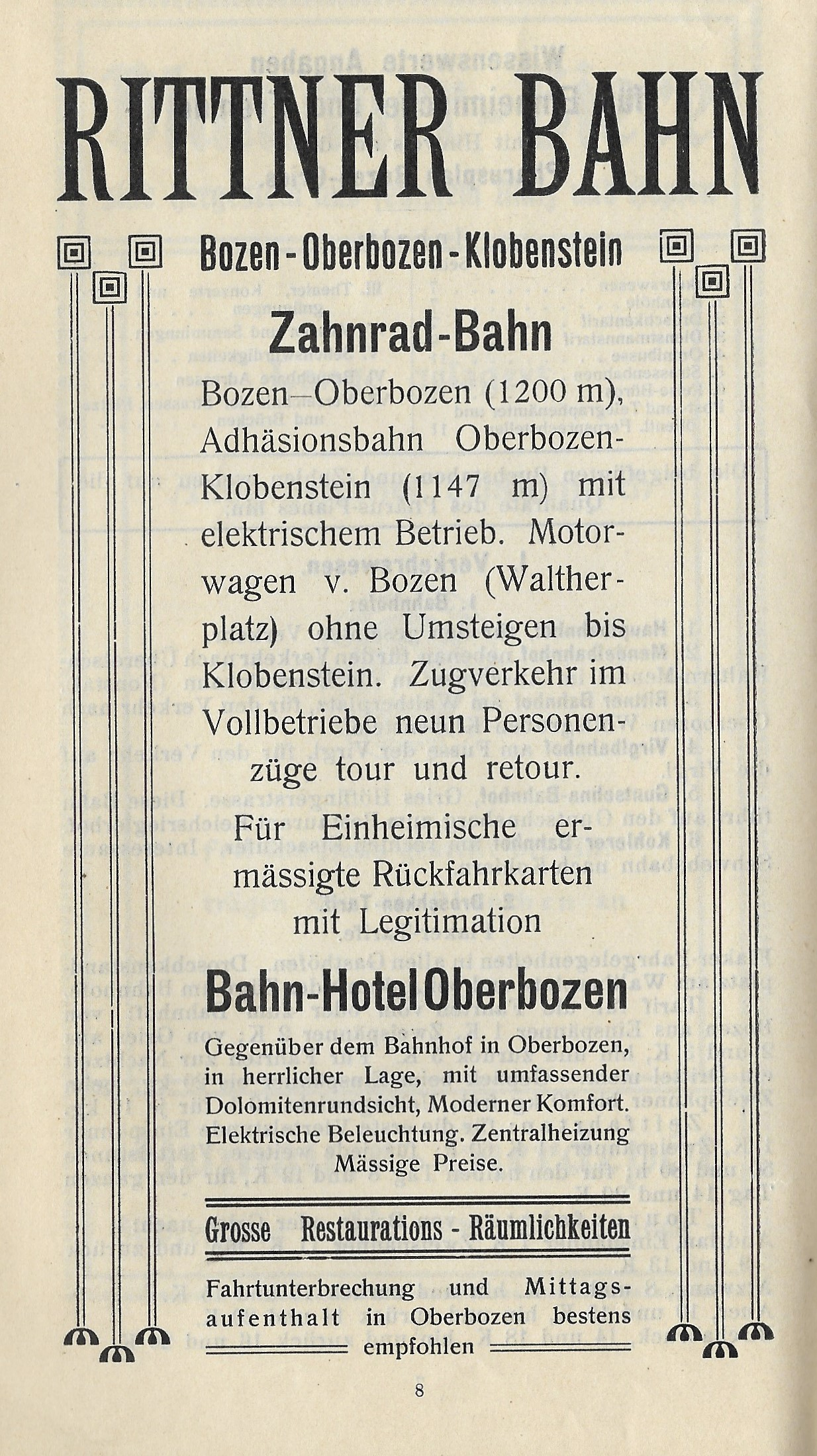
Pubblicità della Rittner Bahn del 1910 ca.

L'idea di costruire una ferrovia a cremagliera con trazione a vapore che collegasse l'altopiano del Renon al centro della città di Bolzano venne avanzata per la prima volta verso la fine del XIX secolo.
I costi previsti erano tuttavia piuttosto elevati, mentre la difficile morfologia del territorio in oggetto e il grande dislivello da superare avrebbero verosimilmente comportato lunghi lavori e la realizzazione di complesse soluzioni costruttive; ciò, unitamente a problemi di ordine politico, impedì che tale idea si traducesse nella realizzazione di studi concreti.

### Costruzione e avvio del servizio
Intorno al 1900 l'ingegnere Oskar von Miller fondò la Etschwerke, prima azienda produttrice di energia elettrica nelle regioni di Bolzano e Merano. Tale società garantì i fondi e le competenze tecniche necessarie a riprendere la suddetta idea e a realizzarla nel modo più moderno e tecnologicamente avanzato (vale a dire adottando la trazione elettrica).
Venne dunque costituito un comitato promotore, composto da notabili locali, che si occupò di costituire la Rittnerbahn AG, società per azioni indirizzata per statuto all'attuazione del progetto, il cui costo unitario nel 1905 venne stimato in 1.460.000 corone. Tale somma era finalizzata alla realizzazione del solo tronco Bolzano-Soprabolzano: il prolungamento fino a Collalbo non venne infatti inserito nella prima stesura del progetto non esecutivo.
Fra gli azionisti societari e i membri del comitato spiccava la figura dell'ingegnere Josef Riehl, che nel 1897 aveva già collaborato alla realizzazione della ferrovia Bolzano-Caldaro. Fu proprio lui a stendere il progetto esecutivo, sulla base del quale nel febbraio 1906 furono avviati i lavori di costruzione della tratta, che durarono poco più di un anno: l'inaugurazione fu celebrata il 13 agosto 1907. La concessione della linea fu affidata alla stessa società Rittnerbahn AG, che ne appaltò l'esercizio alla Südbahn.
Il tracciato era lungo 11,7 km e tecnicamente composito: nel primo chilometro di rotaia, dal capolinea vallivo di piazza Walther alla fermata intermedia di via Renon, e nel tratto finale, da L’Assunta (Maria Himmelfahrt) a Collalbo (Klobenstein), il sedime era di natura prettamente tranviaria: ciò obbligava ad adottare motrici differenti a seconda del tratto affrontato dai convogli.

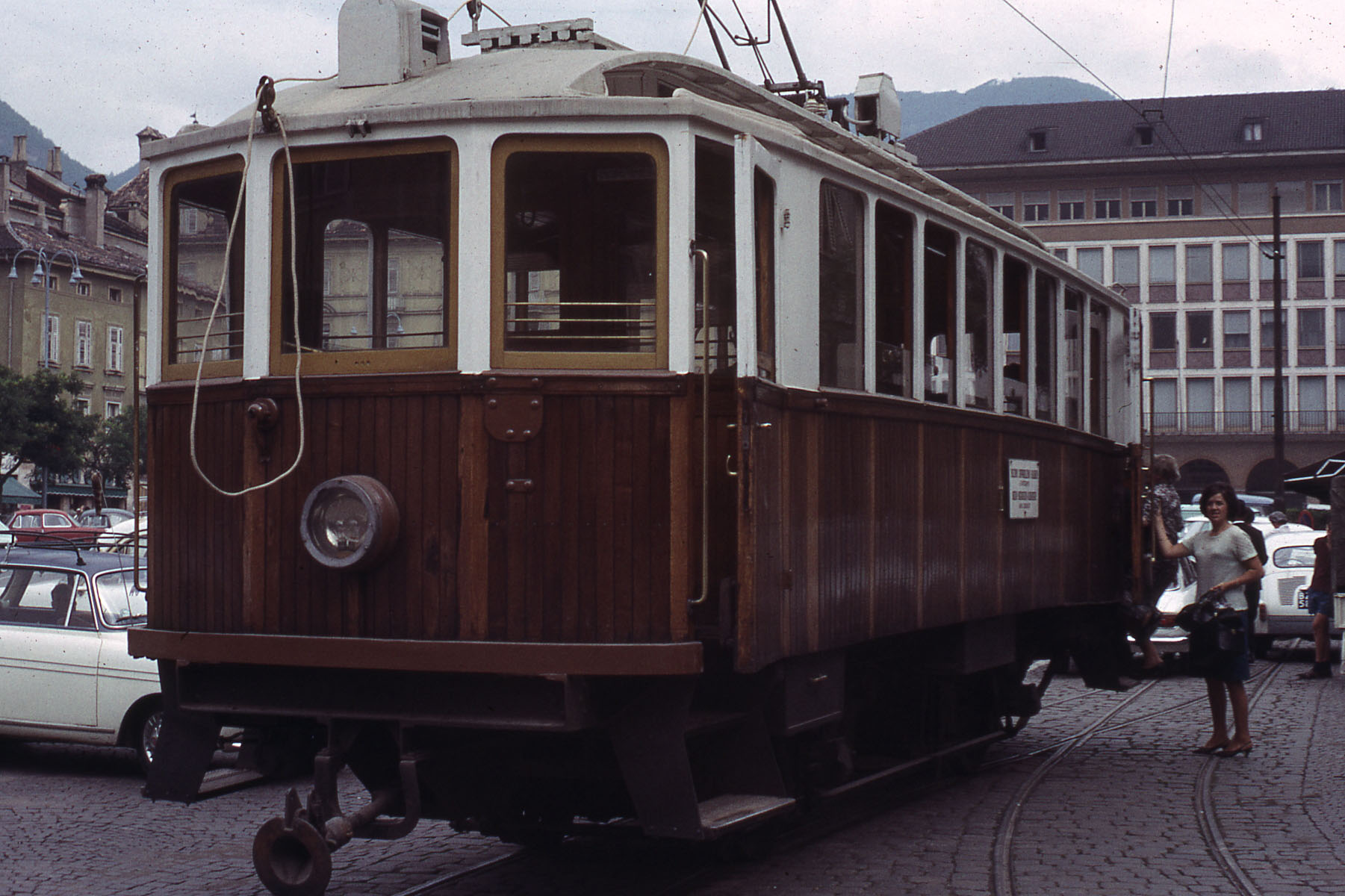
Treno in partenza per il Renon da piazza Walther a Bolzano

La costruzione della ferrovia ruppe il secolare isolamento dell'altopiano del Renon, che fino ad allora poteva essere raggiunto solo attraverso mulattiere, sentieri poco preparati e qualche impianto teleferico di natura posticcia. Proprio per questa ragione la nuova opera fu aspramente criticata da taluni abitanti delle zone coinvolte e da alcuni notabili bolzanini "tradizionalisti", abituati a trascorrere i propri periodi di villeggiatura estiva sul Renon e particolarmente affezionati alla tranquillità dell'incontaminato ambiente montano (che essi temevano sarebbe venuta meno con l'avvento del turismo di massa veicolato dalla ferrovia). Tra le voci più negative vi fu quella dello scrittore bolzanino Hans von Hoffensthal, che nel poemetto Abschied von Oberbozen (L'addio a Soprabolzano) decantò le bellezze dell'altopiano e i ricordi della propria fanciullezza, a suo dire destinati ad essere cancellati dall'invasione turistica post-ferroviaria.
Nel 1911 la gestione del servizio fu rilevata direttamente dalla Etschwerke, che già aveva in carico la rete tranviaria di Bolzano: in questa fase la ferrovia del Renon venne connessa alle linee tramviarie urbane per l'Hotel Stiegl-Scala e per Gries.
Dopo la prima guerra mondiale, a seguito del passaggio all'Italia del territorio tirolese poi definito Alto Adige, l'Etschwerke dovette mutare la propria denominazione principale in Azienda Elettrica Consorziale (AEC); la gestione della ferrovia del Renon le rimase avocata fino al 1923, allorché le subentrò la Società Trentina di Elettricità (STE), controllata dalla SIP - Società idroelettrica piemontese.
Il 17 maggio 1917 un convoglio diretto a Bolzano subì un incidente: sul tratto a cremagliera sopra Santa Maddalena la motrice numero 1 deragliò e si ribaltò, trascinando con sé la vettura passeggeri che stava trainando. Il conducente perse la vita e diverse persone - tra passeggeri e personale tecnico della linea - rimasero ferite.

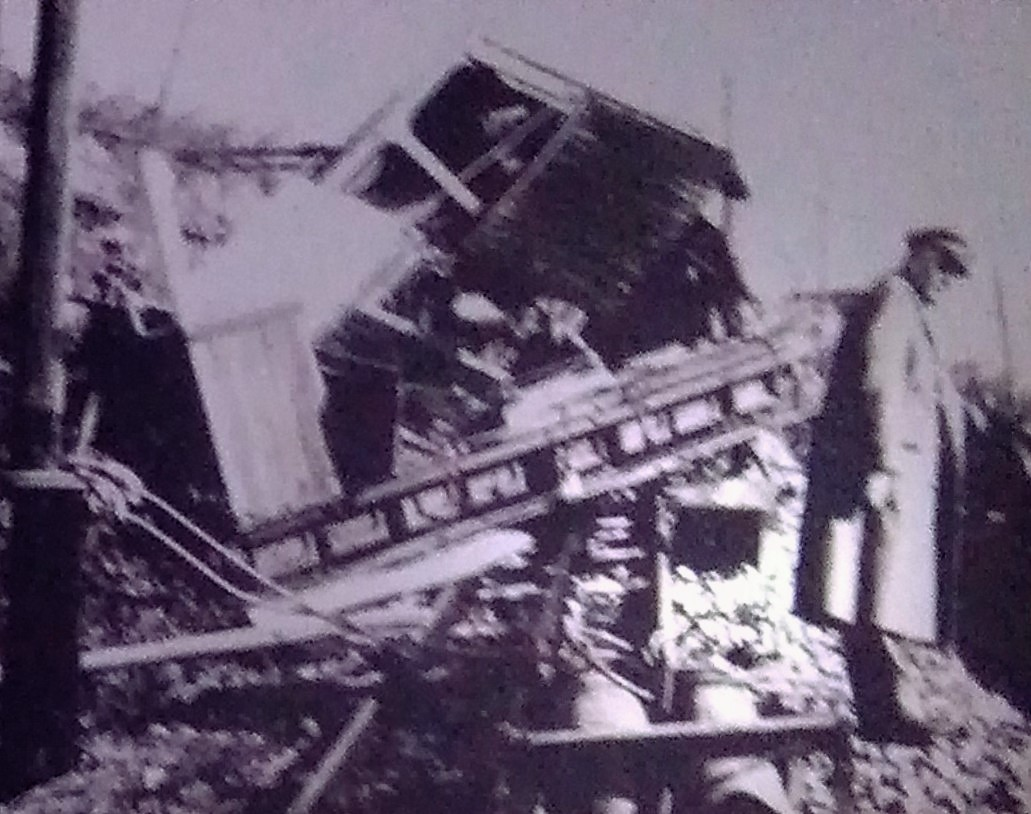
Foto del convoglio coinvolto nell'incidente del 3 dicembre 1964

Nonostante questa e varie altre difficoltà iniziali (giacché i difetti costruttivi di alcuni veicoli, forieri di ripetuti guasti, avevano inizialmente portato a limitazioni e cancellazioni di corse), il collegamento su rotaia si rivelò ben presto assai prezioso per le varie località del Renon: sia il traffico viaggiatori che il trasporto di merci furono fin da subito piuttosto intensi e remunerativi per la società gerente. Fino alla costruzione della strada carrabile di collegamento col capoluogo, a metà degli anni Sessanta, la via ferrata rimase l'unica infrastruttura di connessione tra l'altipiano e la vallata bolzanina.
La crisi economica degli anni 1930 scoraggiò tuttavia l'esercente dall'effettuare investimenti d'ammodernamento e potenziamento della linea: il calo di traffico successivo alla seconda guerra mondiale peggiorò ulteriormente le condizioni del servizio. In tale clima, il 23 dicembre 1948 venne soppressa la rete tranviaria urbana e conseguentemente rimossi i raccordi con la ferrovia. Nel 1955 l'esercizio venne poi ceduto alla società Ferrovia Elettrica dell'Alto Renon (FEAR), che, anziché ragionare sull'ammodernamento degli impianti (ormai vecchi e limitati), iniziò a progettare la sostituzione del tratto a cremagliera con una funivia.
Il 1º gennaio 1960, dopo che ebbe preso in carico anche l'esercizio della ferrovia Bolzano-Caldaro, la FEAR mutò il nome in Ferrovie Elettriche ed Autoservizi Riuniti.

### La chiusura del tratto a cremagliera

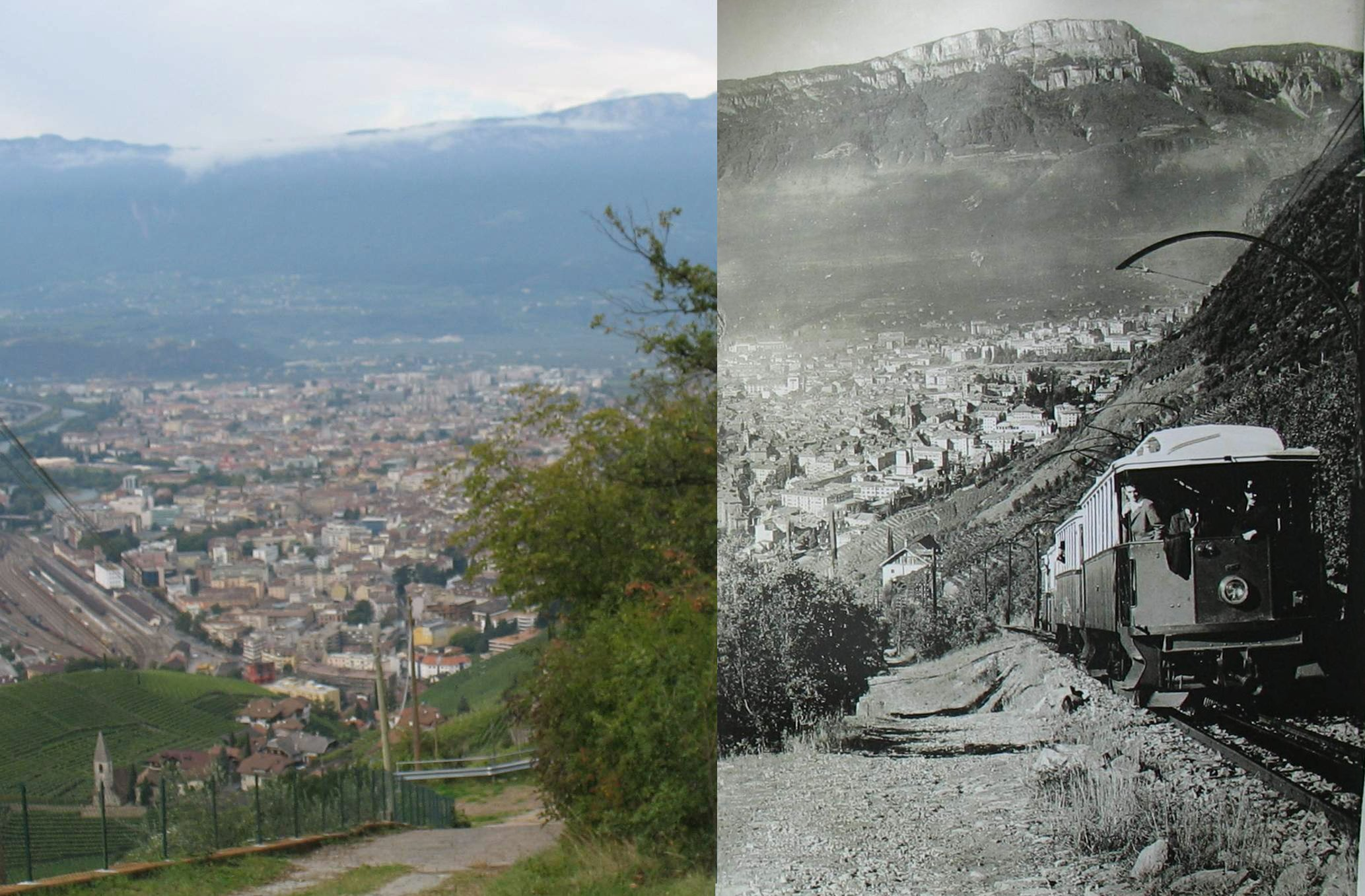
Foto di un tratto della cremagliera negli anni dell'esercizio (a destra), a confronto con la situazione nel 2007: s'intuisce il sedime ferroviario, trasformato in strada campestre

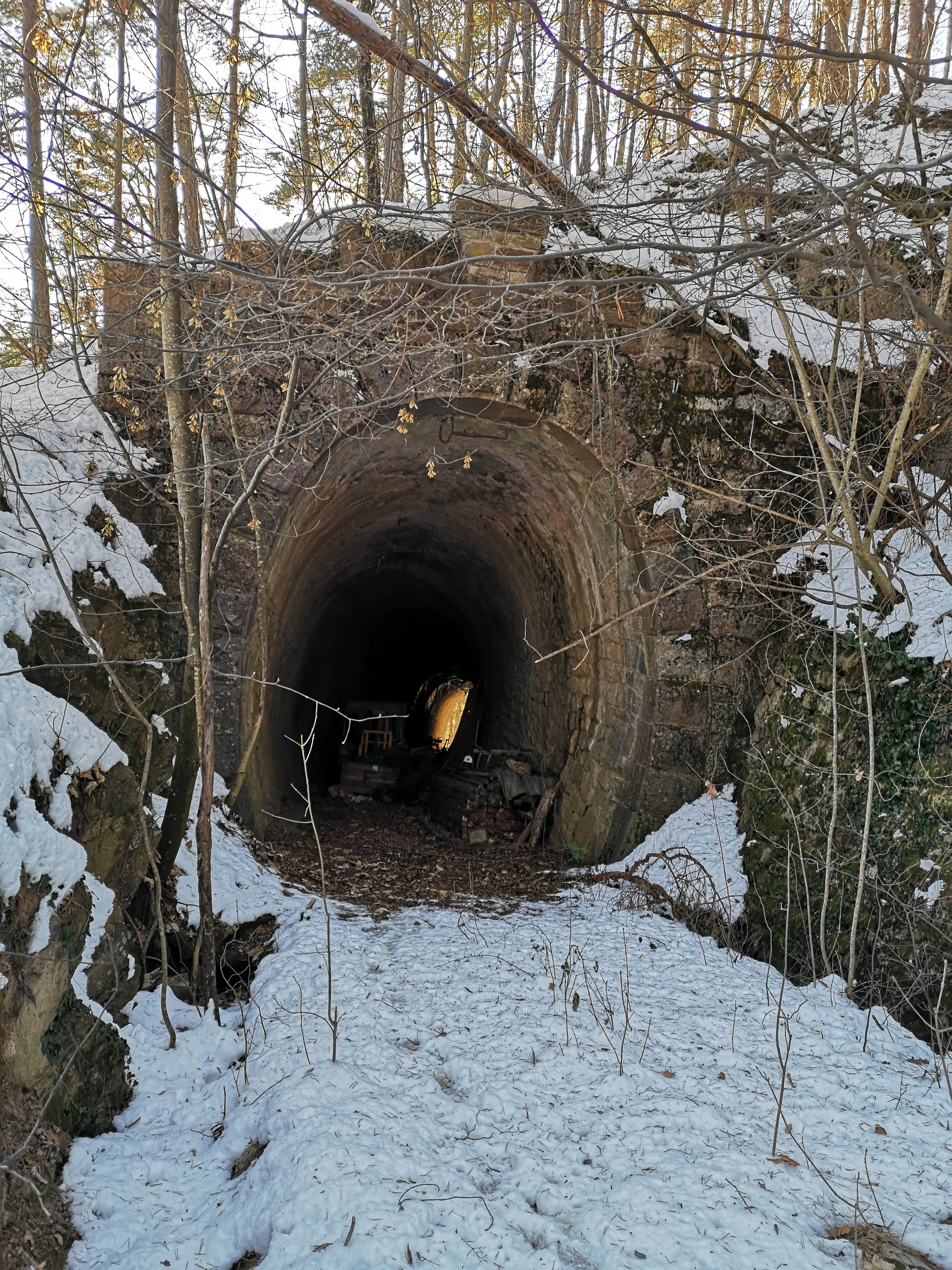
L'ex galleria della cremagliera in località San Giorgio e San Giacomo

Il 3 dicembre 1964 la rampa a cremagliera fu teatro di un secondo incidente, del tutto analogo a quello del 1917; il bilancio fu tuttavia ben più grave del rovescio di 47 anni prima, giacché vi persero la vita il macchinista e tre passeggeri, mentre altri trenta rimasero feriti. Concausa della tragedia fu probabilmente l'aggiunta al convoglio di un ulteriore rimorchio adibito al trasporto di materiali edili: il complesso ne risultò sovraccaricato, contribuendo a mettere in crisi il sistema frenante dell'elettromotrice.
Tali materiali dovevano peraltro servire ai lavori di costruzione della nuova funivia, partiti alcuni mesi prima; ciononostante la ferrovia fu nuovamente ripristinata e rimessa in servizio. Vi rimase fino al 15 luglio 1966, quando il servizio di linea regolare sul tronco Bolzano-L'Assunta cessò; l'indomani il nuovo collegamento a fune venne aperto al pubblico, consentendo di accorciare il tempo necessario a coprire la salita dal capoluogo all'altopiano a soli 12 minuti (contro l'ora abbondante richiesta dal treno).
La prima stazione a essere demolita fu quella di via Renon, sul cui sito sorse il capolinea inferiore della funivia; il tratto tramviario a cremagliera venne mantenuto armato e operativo per qualche tempo, servito da sole corse di servizio e a richiesta.
Con l'attivazione della funivia si intervenne anche sul tratto ferroviario preservato di 6,8 km tra L'Assunta e Collalbo: l'alimentazione venne messa in comune con l'impianto a fune (previo impianto di nuova sottostazione elettrica presso Soprabolzano). La tensione della linea aerea di contatto venne elevata al valore di 800 V CC. Tale tronco tuttavia negli anni Settanta vide diminuire progressivamente il numero dei passeggeri (complice il calo del flusso turistico sul Renon) e se ne ipotizzò finanche una totale dismissione in coincidenza con l'attivazione della nuova strada carrabile Bolzano-Soprabolzano. Tale prospettiva fu scongiurata dalla costituzione di un comitato ad hoc, che si batté con successo per la riqualificazione della linea.

### Il rilancio di fine secolo
Nel 1984 il pacchetto azionario della FEAR passò alla SAD, che inizialmente lasciò la gestione della tratta in carico alla controllata.
Entro il 1989 si procedette ad un rinnovamento complessivo dell'infrastruttura: il sedime fu riarmato con nuovi binari, l'intera linea aerea di contatto venne rinnovata (avendo cura di mantenere la palificazione in legno e le caratteristiche sospensioni trasversali ad arco) e le stazioni furono restaurate (mediante intervento conservativo sugli edifici in muratura e rifacimento integrale di quelli lignei delle fermate minori). Tutto il parco rotabile venne revisionato.
Dal 1º gennaio 1992 l'amministrazione provinciale subentrò alla FEAR nella proprietà della linea (poi conferita alla controllata Strutture Trasporto Alto Adige); il servizio di linea fu affidato in concessione a SAD, che identificò la tratta come linea 160.
Nell'estate del 1993 la storia della linea fu celebrata mediante un'esposizione di materiali rotabili a Bolzano: la locomotiva L4 venne collocata presso la sua originaria rimessa, mentre l'elettromotrice 11 fu esposta in piazza Walther, laddove sorgeva il capolinea vallivo della ferrovia.
Nell'estate del 2007 la linea festeggiò il secolo di attività con feste e numerose manifestazioni di contorno.
Con la fine del XX secolo il flusso di passeggeri sulla tratta riprese a crescere: in ragione di ciò, nell'aprile 2009 la giunta provinciale di Bolzano potenziò il parco rotabili acquisendo due convogli dalla ferrovia elvetica San Gallo-Trogen (Trogenerbahn), che vennero riallestiti e adattati alle esigenze della via ferrata dell'altipiano.
A partire da agosto 2009 le corse vennero aumentate, portando nelle fasce di punta il cadenzamento a mezz'ora: ciò comportò la necessità di permettere l'incrocio in corsa di due treni provenienti dagli opposti capolinea. Si provvide dunque a modificare la fermata di Stella-Lichtenstern, che venne dotata di doppio binario con scambi automatici tallonabili; in tale occasione fu inoltre concluso un ulteriore rifacimento della linea aerea, con la sostituzione del filo di contatto e il consolidamento della palificazione, alla cui struttura in legno vennero aggiunte staffe metalliche di appoggio ai plinti di fondazione.
Tra gennaio e giugno 2013 il servizio venne totalmente interrotto, onde consentire l'adempimento di più radicali lavori di ammodernamento, che inclusero la costruzione di una nuova rimessa ferroviaria a Soprabolzano e l'ampliamento di quella preesistente a Collalbo. L'inaugurazione ufficiale dell'impianto di manutenzione di Soprabolzano si tenne il 20 settembre seguente.
Nella primavera 2021, in vista della scadenza della concessione d'esercizio, SAD intavolò trattative per la cessione a terzi dei convogli ex-Trogenerbahn, rivendicando la proprietà sugli stessi. L'amministrazione provinciale, intenzionata a passare a una gestione in house affidata direttamente a STA, si oppose (evidenziando come i suddetti convogli fossero stati acquisiti con fondi pubblici) e ottenne il sequestro giudiziario e l'affidamento in custodia del materiale rotabile; ne scaturì una contesa legale, durante la quale in alcuni momenti il servizio ferroviario venne interrotto e sostituito da autobus. Infine, nel mese di luglio, il TAR di Bolzano respinse il ricorso di SAD, confermando la legittimità del trasferimento dei servizi alla STA.

## Caratteristiche
La ferrovia è armata a binario unico con rotaie a scartamento metrico (1000 mm) ed elettrificata a 750 volt CC tramite linea aerea di contatto.
Nella sua lunghezza originaria di 11,746 km, la linea adottava binari di tipo differente a seconda del tronco: il tratto tramviario di valle era armato con rotaie Phoenix, la cremagliera utilizzava il sistema Strub e il sedime dell'altopiano comuni rotaie Vignoles.
La pendenza massima era del 255‰ sul tratto a cremagliera e del 45‰ nei tratti ad aderenza naturale. I raggi minimi di curvatura erano di 30 m nella tratta urbana, 60 m sul tronco a cremagliera e 45 m sull'altipiano.
Il tratto a cremagliera includeva peraltro un viadotto a sedici arcate lungo 150 m - posto tra le fermate di via Renon e Santa Maddalena - e una galleria di 66 metri al km 3,8.

### Percorso
| Head station |

| Stop on track |

| Stop on track |

| Stop on track |

| Station on track |

| Stop on track |

| Stop on track |

| Stop on track |

|  | Interchange on track | Aerial tramway |

| Unknown route-map component "KBHFxe" |

| Unknown route-map component "exSTR+Za" |

| Unknown route-map component "exTUNNEL1" + Unknown route-map component "exlZ" |

| Unknown route-map component "exDST" + Unknown route-map component "exlZ" |

| Unknown route-map component "exHST" + Unknown route-map component "exlZ" |

| Unknown route-map component "exSTR+Ze" |

| Unknown route-map component "exHST" |

| Unknown route-map component "uexCONTgq" | Unknown route-map component "exmABZg+r" |  |

| Unknown route-map component "exHST" |

|  | Unknown route-map component "exSTR" | Unknown route-map component "CONTl+f" |

|  | Unknown route-map component "exBHF" | Station on track |

|  | Unknown route-map component "exSTR" | Unknown route-map component "CONTl+g" |

|  | Unknown route-map component "exmABZgl" | Unknown route-map component "uexCONTfq" |

| Unknown route-map component "exKBHFe" |

Capolinea vallivo della ferrovia era piazza Walther, nel cuore del centro storico di Bolzano: la stazione era ubicata nello spazio retrostante l'abside del duomo di Santa Maria Assunta.
Dipartendosi dalla suddetta stazione di testa, il sedime s'immetteva sul viale di collegamento tra piazza Walther e la stazione ferroviaria cittadina (Bahnhofallee): questo tratto era impegnato anche dalle vetture esercenti la rete tranviaria bolzanina.
Giunto nella piazza della stazione, il binario curvava a sinistra e s'immetteva in via Renon, costeggiando il sedime della ferrovia del Brennero; superata un'ulteriore fermata (anch'essa in comune coi tram urbani) ubicata di fronte allo scalo merci bolzanino, la linea raggiungeva la località di Rencio. Qui aveva inizio la tratta a cremagliera: in coda al convoglio veniva agganciata un'ulteriore elettromotrice dotata di ruota dentata e il treno poteva così inerpicarsi lungo tale tratto, lungo 4,1 km e superante un dislivello di 910 m, con velocità massima fissata a 7 km/h.
Superata la fermata di Santa Maddalena (St. Magdalena), veniva raggiunto un posto di movimento ove il binario raddoppiava, onde consentire l'incrocio fra i treni ascendenti e discendenti; qui inoltre sorgeva una sottostazione elettrica di alimentazione della linea.
Un ulteriore tortuoso tratto in mezzo ai boschi portava a raggiungere la stazione sommitale de L'Assunta (Maria Himmelfahrt); qui il locomotore a ruota dentata veniva sganciato e poi riagganciato alla testa del successivo convoglio diretto a valle. Il treno, di nuovo in composizione tramviaria, proseguiva dunque la propria corsa attraverso l'altopiano del Renon, alla velocità media di 25 km/h.
Il tratto finale della linea (lungo circa 6 km) è altimetricamente quasi pianeggiante, ma comunque piuttosto tortuoso: dopo Maria Assunta il treno raggiunge Soprabolzano (Oberbozen, stazione di coincidenza con la funivia del Renon e sede dell'officina di manutenzione del materiale rotabile) e di seguito le località di Costalovara (Wolfsgruben, nei pressi dell'omonimo laghetto), Stella di Renon (Lichtenstern, che con il raddoppio del binario consente l'incrocio di treni provenienti da opposte direzioni), Colle (Rappersbühl) e infine il capolinea di Collalbo (Klobenstein). Lungo la tratta sono inoltre state progressivamente attivate quattro ulteriori fermate intermedie a richiesta.
Dopo la dismissione del tratto Bolzano-L'Assunta, quest'ultimo è l'unico tronco della ferrovia rimasto in esercizio: esso si caratterizza per l'ampio panorama (che spazia sui gruppi montani di Latemar, Catinaccio, Sciliar, Sassolungo e Sassopiatto) di cui si può godere dai convogli durante la marcia.

## Traffico
Il servizio di linea è espletato con corse a cadenza oraria in fascia morbida e di trenta minuti in fascia di punta; il capolinea di Collalbo funge da interscambio con le linee automobilistiche (anch'esse gestite da SAD) a carattere comunale ed extraurbano. La ferrovia del Renon è compresa nel sistema tariffario integrato della provincia di Bolzano.

## Materiale rotabile

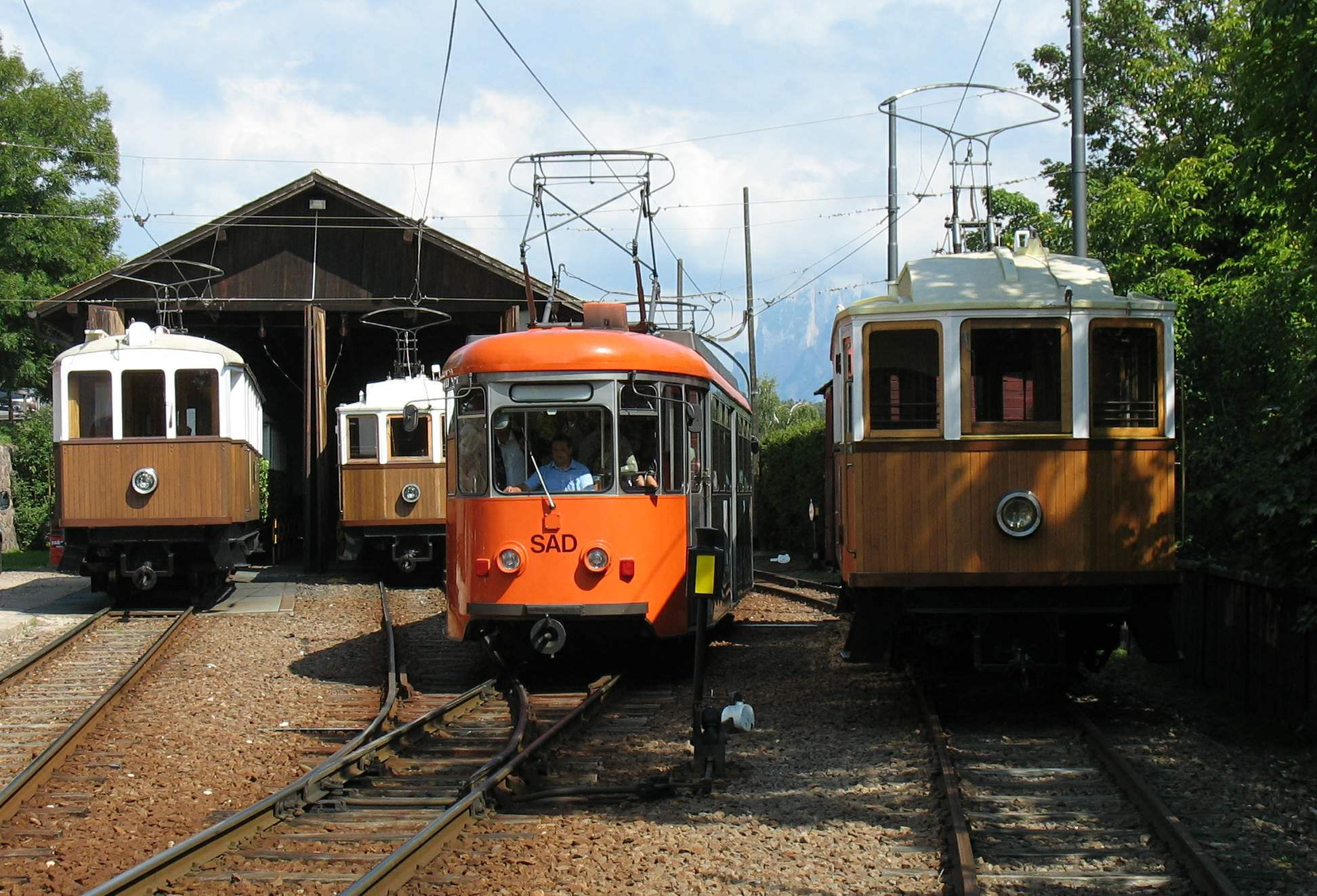
Soprabolzano, parata di veicoli storici nell'agosto 2007

Tra i primi mezzi a motore immessi sulla linea vi fu la locomotiva elettrica nr. 3 noleggiata dalla tranvia di Opicina; il mezzo (scelto perché a Opicina si usava il medesimo tipo di cremagliera adottata per il Renon) prestò servizio sull'altopiano tra il 1906 e il 1907, mentre la ferrovia era ancora in via di completamento.
La dotazione originaria venne poi ulteriormente arricchita dai seguenti mezzi:
- per il tratto a cremagliera, tre locomotive numerate L1, L2 e L3, sviluppanti una potenza di 112 kW e costruite nel 1907 dalla SLM di Winterthur[18]
- per i tratti tranviari, due elettromotrici biassiali (numero 11 e 12) da 67 kW
- due rimorchiate (numero 21 e 22)[17].

A tali rotabili si aggiunsero nel 1908 due ulteriori elettromotrici tramviarie a carrelli, sempre di fabbricazione SLM (numerate 1 e 2, aventi la medesima potenza installata, ma maggiori dimensioni), e nel 1909 una quarta locomotiva a cremagliera del tutto analoga alle altre (L4).
Gli impianti elettrici montati sui rotabili vennero forniti dalla AEG-Union di Vienna.
Al termine della prima guerra mondiale, col passaggio del territorio dell'Alto Adige all'Italia, la locomotiva L3 fu trasferita a Trieste, ove venne impiegata sulla già citata linea di Opicina. Gli altri mezzi di trazione a cremagliera vennero invece ritirati dal servizio all'atto della dismissione del tronco Bolzano-L'Assunta, subendo destini differenti: 
- la locomotiva L4 entrò a far parte della collezione del Tiroler Museumsbahnen di Innsbruck, venendo pertanto musealizzata[22][23];
- la L2 fu accantonata a Collalbo, successivamente restaurata e ivi monumentata nel 1992[24]
- la L1, rimasta coinvolta nell'incidente del 1964, venne demolita, al pari dell'elettromotrice SLM 1 e delle rimorchiate 21 e 22.

Le elettromotrici 2, 11 e 12, completamente riallestite negli anni quaranta, vennero invece preservate. 

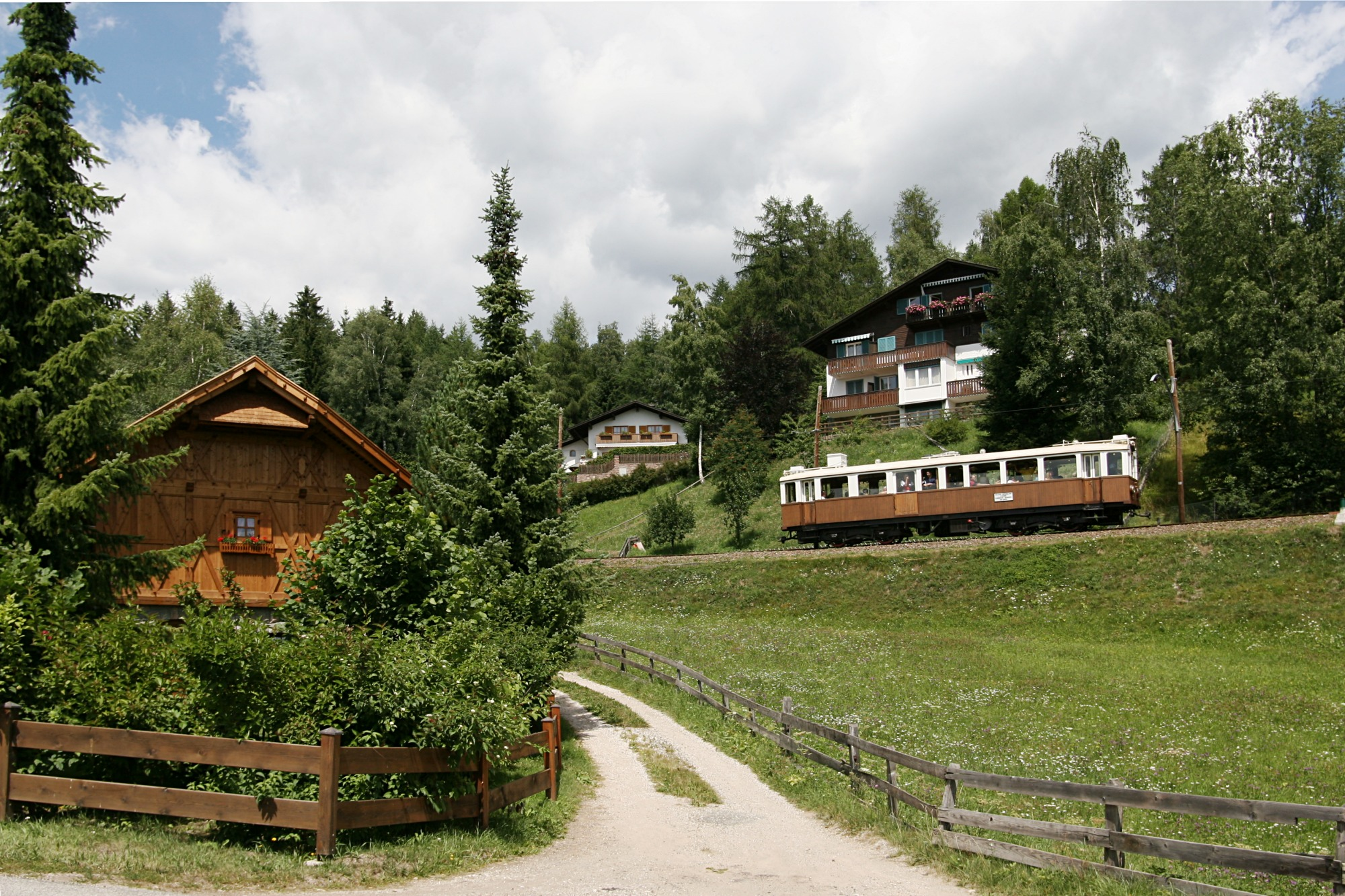
La motrice Alioth 105 in corsa a Costalovara (Wolfsgruben)

A seguito della chiusura della tranvia Dermulo-Fondo-Mendola, avvenuta nel 1934, l'allora esercente STE acquisì da tale relazione quattro carri merci e l'elettromotrice a carrelli 22485, costruita dalla Nesselsdorfer Wagenbau-Fabriks-Gesellschaft con equipaggiamenti elettrici dalla Alioth di Basilea; quest'ultima, dotata di rodiggio A1-1A, venne depotenziata mediante rimozione di due motori, numerata 105 e immessa in servizio sul tronco L'Assunta-Collalbo.
I residui rotabili della dotazione originaria e l'elettromotrice Alioth (opportunamente restaurati negli anni 1990) sono col tempo divenuti i "mezzi immagine" della ferrovia del Renon: loro tratti peculiari sono la cassa in legno bianco-marrone con doghe a vista, i grossi fanali circolari e la presa elettrica ad archetto. Essi continuarono a essere impiegati per il regolare servizio di linea fin quasi alla fine del XX secolo.
Nel 1981 il comune di Renon potenziò il parco mezzi acquistando in Germania due convogli bloccati (una elettromotrice e una rimorchiata) costruiti dalla Maschinenfabrik Esslingen, precedentemente in servizio sulla dismessa tranvia Esslingen-Nellingen-Denkendorf, nei pressi di Stoccarda. Di questi convogli è poi rimasta operativa solo l'elettromotrice TW12 (lunga 16,90 metri e dotata di due motori da 149 kW ciascuno), completamente restaurata nel giugno 1992; l'elettromotrice gemella TW13 e le rimorchiate BW36 e BW37 sono state invece accantonate.
Nel 2009 la SAD acquisì dalla ferrovia San Gallo-Trogen (Trogenerbahn) due convogli bloccati bidirezionali numerati 21 e 24, costruiti rispettivamente dalla FFA nel 1975 e dalla Brown, Boveri & Cie nel 1977; entrambi sviluppano una potenza oraria di 400 kW e dispongono di 200 posti complessivi, di cui 74 a sedere. La loro immissione in linea, a partire dal 23 maggio 2010, ha consentito di esonerare le elettromotrici "storiche" dall'incombenza del servizio pendolare quotidiano, limitando il loro impiego a giornate particolari e a treni speciali. Nel 2015 è stato infine acquisito e immesso in linea un terzo convoglio ex-Trogenerbahn, cui è stato imposto il numero 23.
Completa la dotazione rotabile della linea un gruppo di veicoli di servizio: tre carri merci (uno chiuso e due aperti) della dotazione originaria (c.d. gruppo 41-44), un veicolo dotato di piattaforma elevabile per la manutenzione della linea aerea (proveniente dalla cessata tramvia Bolzano-Gries) e un carro spazzaneve.

### Materiale rotabile - prospetto di sintesi
| Tipo           | Unità      | Anno di costruzione | Costruttore               | Note |
| -------------- | ---------- | ------------------- | ------------------------- | --- |
| Elettromotrici | 11, 12     | 1907                | Grazer Waggonfabrik       | Mezzi a 2 assi; restaurate per treni speciali                                                                                     |
| Elettromotrici | 1, 2       | 1908                | Grazer Waggonfabrik       | Nr. 1 demolita nel 1946 a seguito di un incidente, nr. 2 restaurata per treni speciali                                            |
| Elettromotrice | 105        | 1910                | Alioth                    | Proveniente dalla tranvia Dermulo-Fondo-Mendola (FEAA), restaurata per treni speciali                                             |
| Elettromotrici | TW12-13    | 1958                | Maschinenfabrik Esslingen | Provenienti dalla tranvia Esslingen-Nellingen-Denkendorf (END); nr. 12 restaurata e in servizio di linea, nr. 13 accantonata      |
| Elettrotreni   | 21, 23, 24 | 1975/1977           | FFA/BBC                   | Provenienti dalla ferrovia San Gallo-Trogen (Trogenerbahn), restaurati e in servizio di linea                                     |
| Locomotive     | L1, L2, L3 | 1907                | SLM                       | L1 coinvolta in un incidente nel 1964 e demolita, L2 restaurata e monumentata a Collalbo, L3 trasferita a Opicina e poi demolita. |
| Locomotiva     | L4         | 1909                | SLM                       | Ritirata dal servizio ed esposta presso il Tiroler Museumsbahnen di Innsbruck                                                     |
| Rimorchiate    | 21-22      | 1907                | Grazer Waggonfabrik       | Demolite |
| Rimorchiate    | BW36-37    | 1958                | Maschinenfabrik Esslingen | Provenienti dalla tranvia Esslingen-Nellingen-Denkendorf (END); accantonate                                                       |

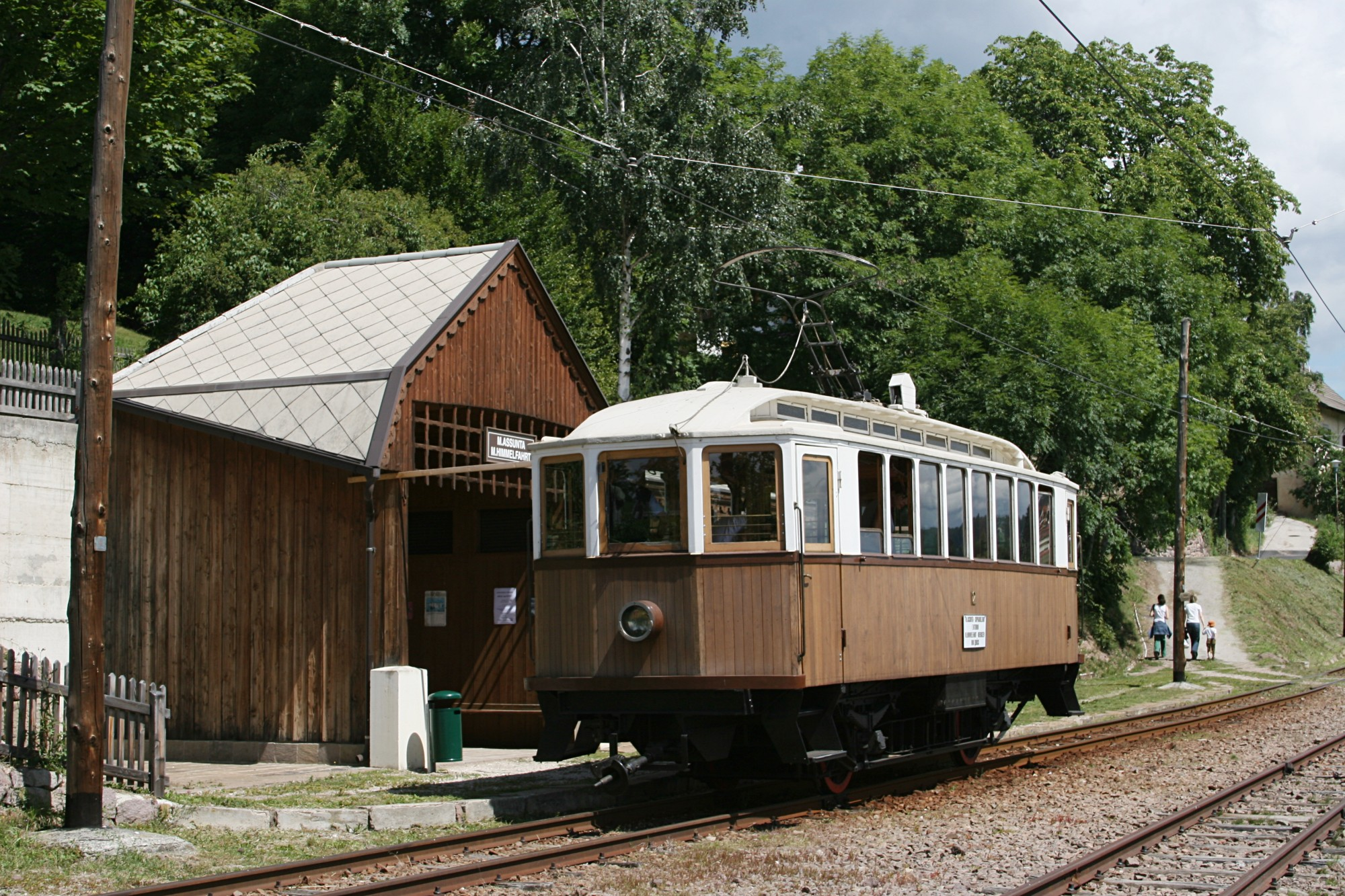
Elettromotrice biassiale 12
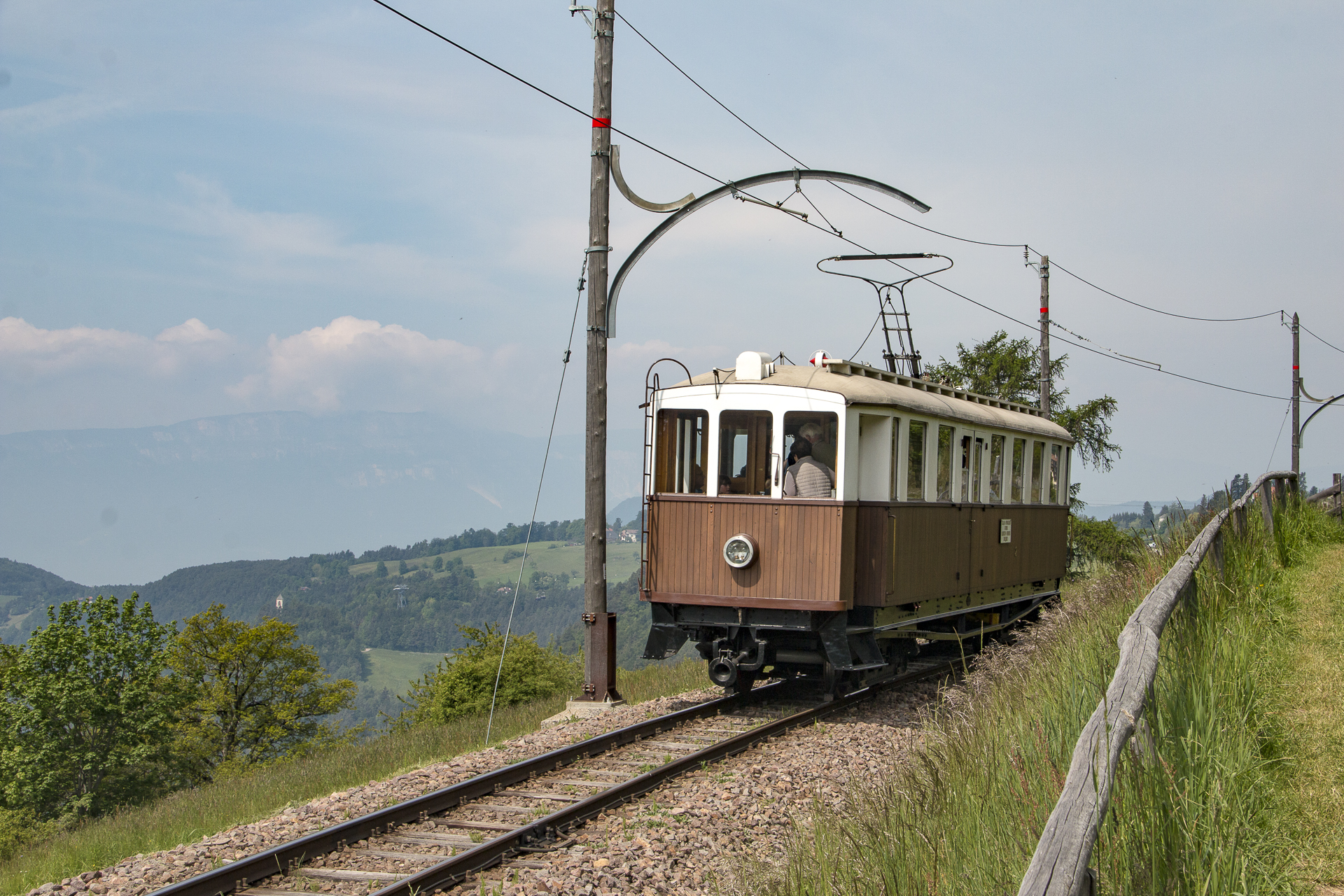
Elettromotrice a carrelli 2
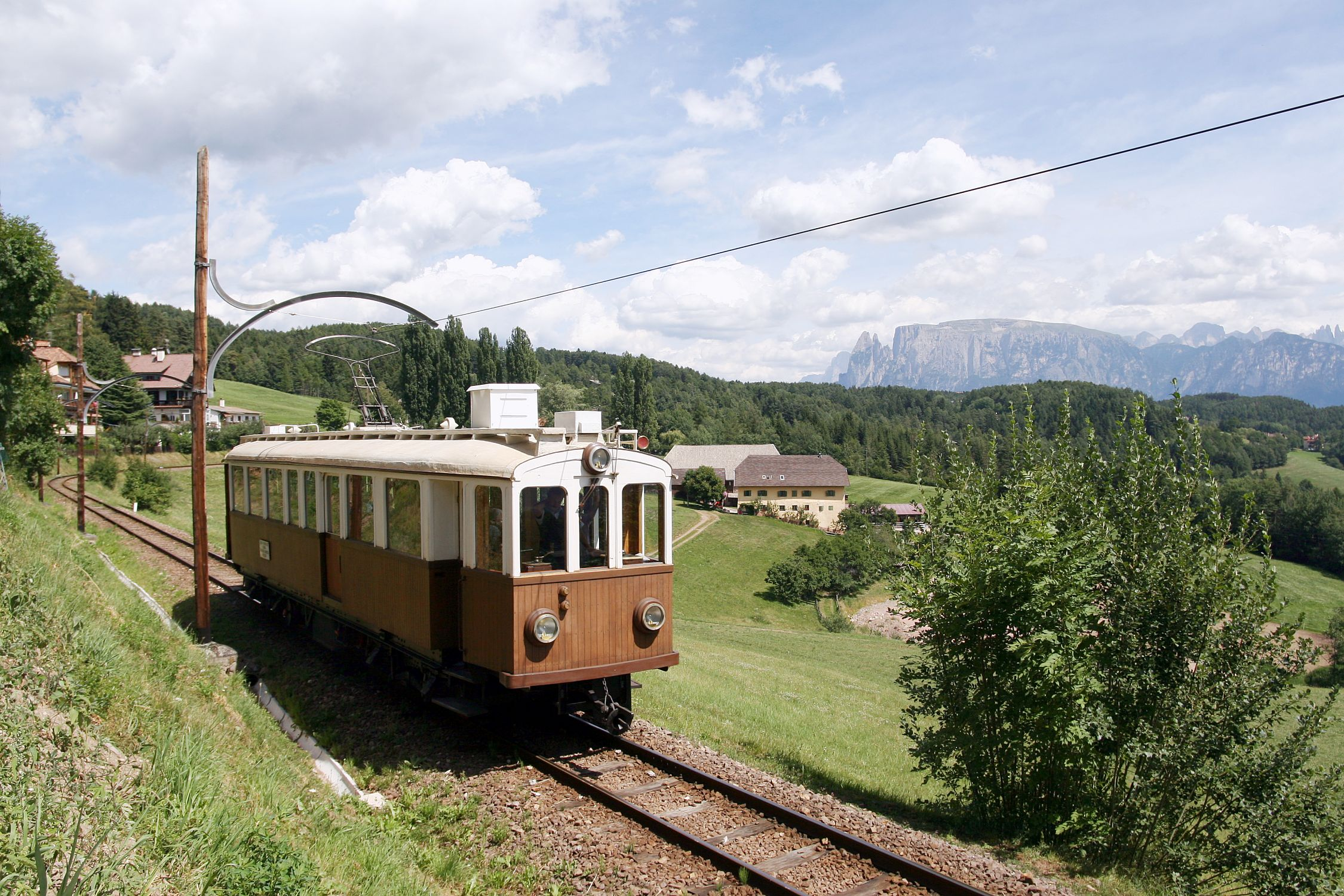
Elettromotrice Alioth 105
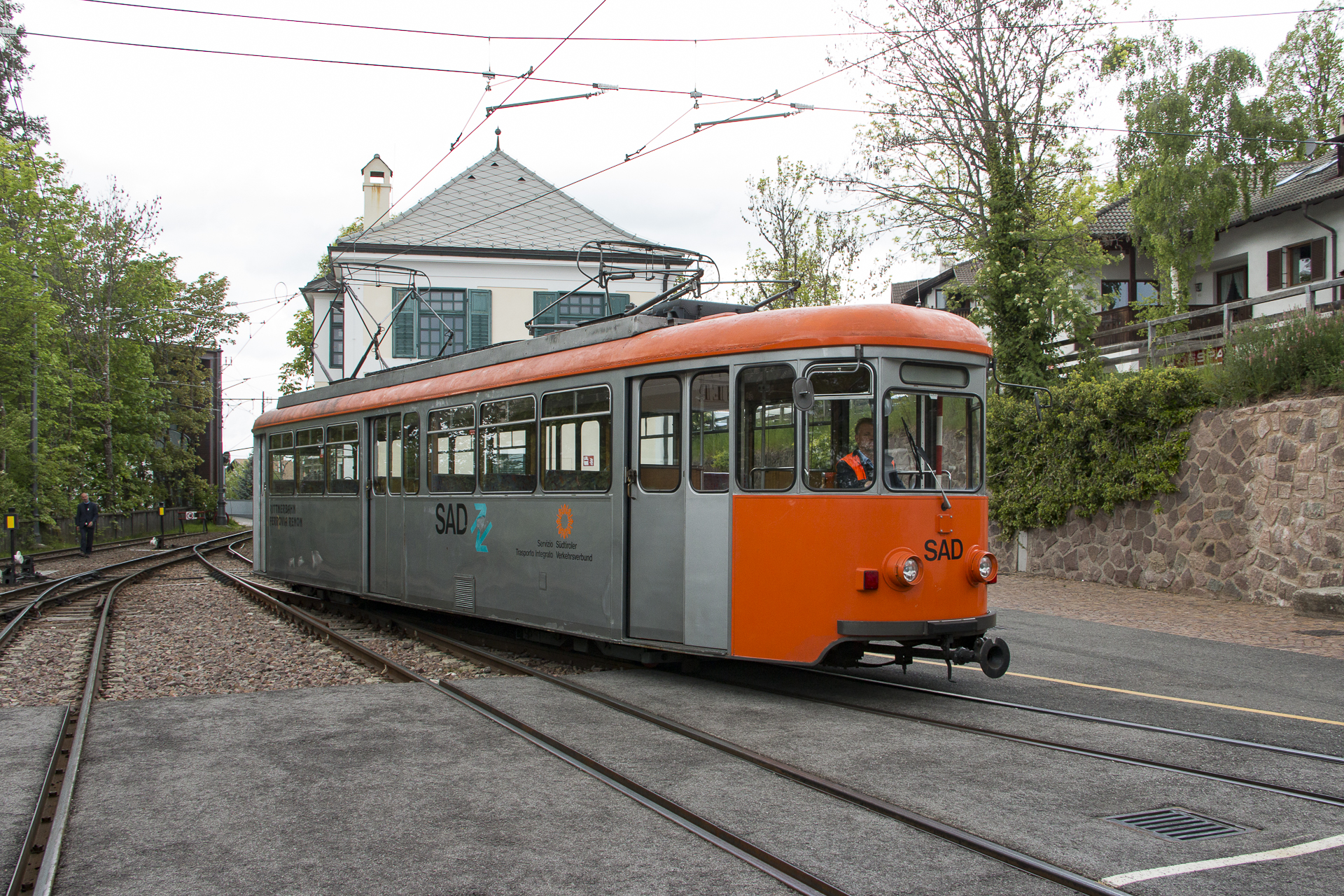
Elettromotrice TW12
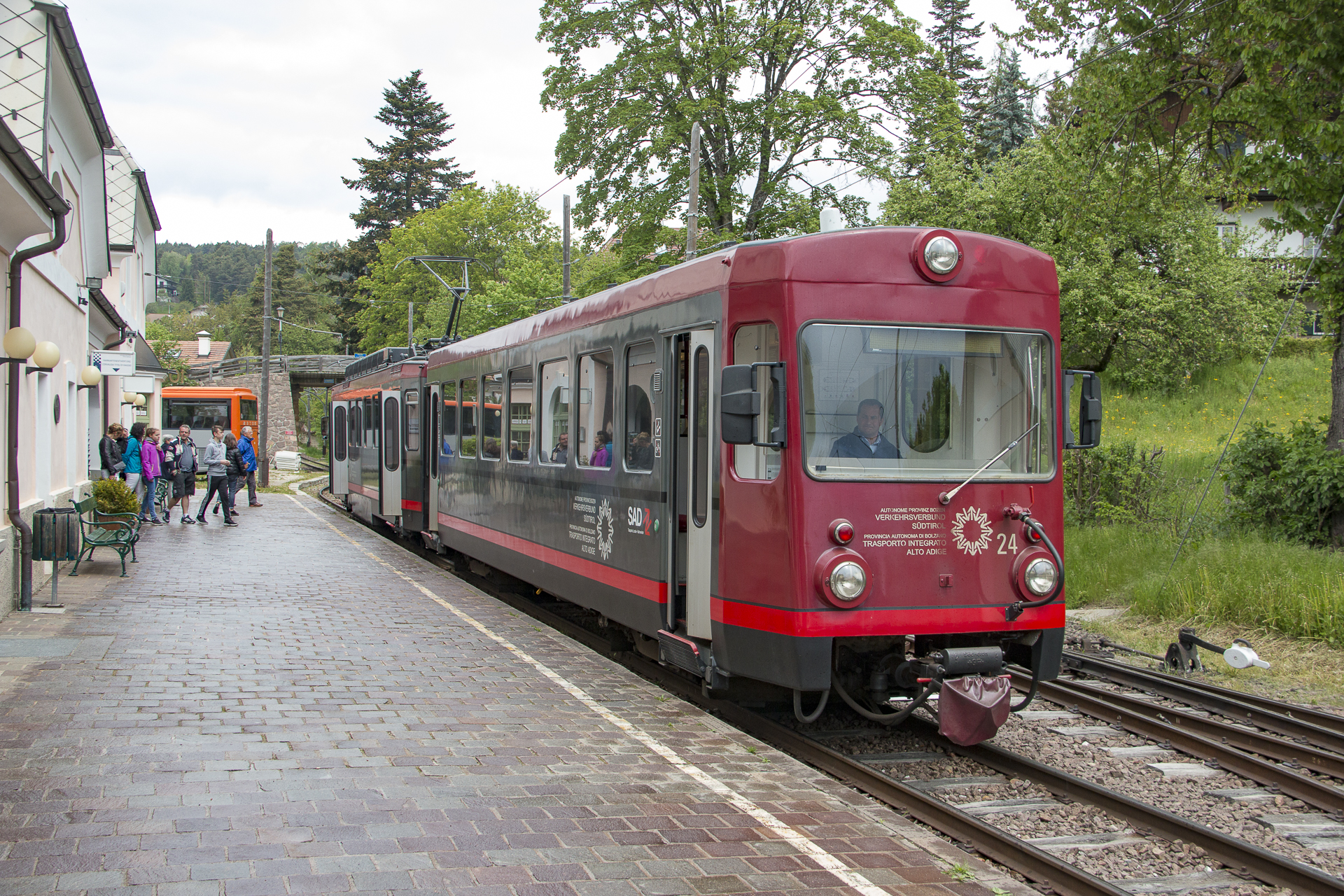
Convoglio bloccato 24
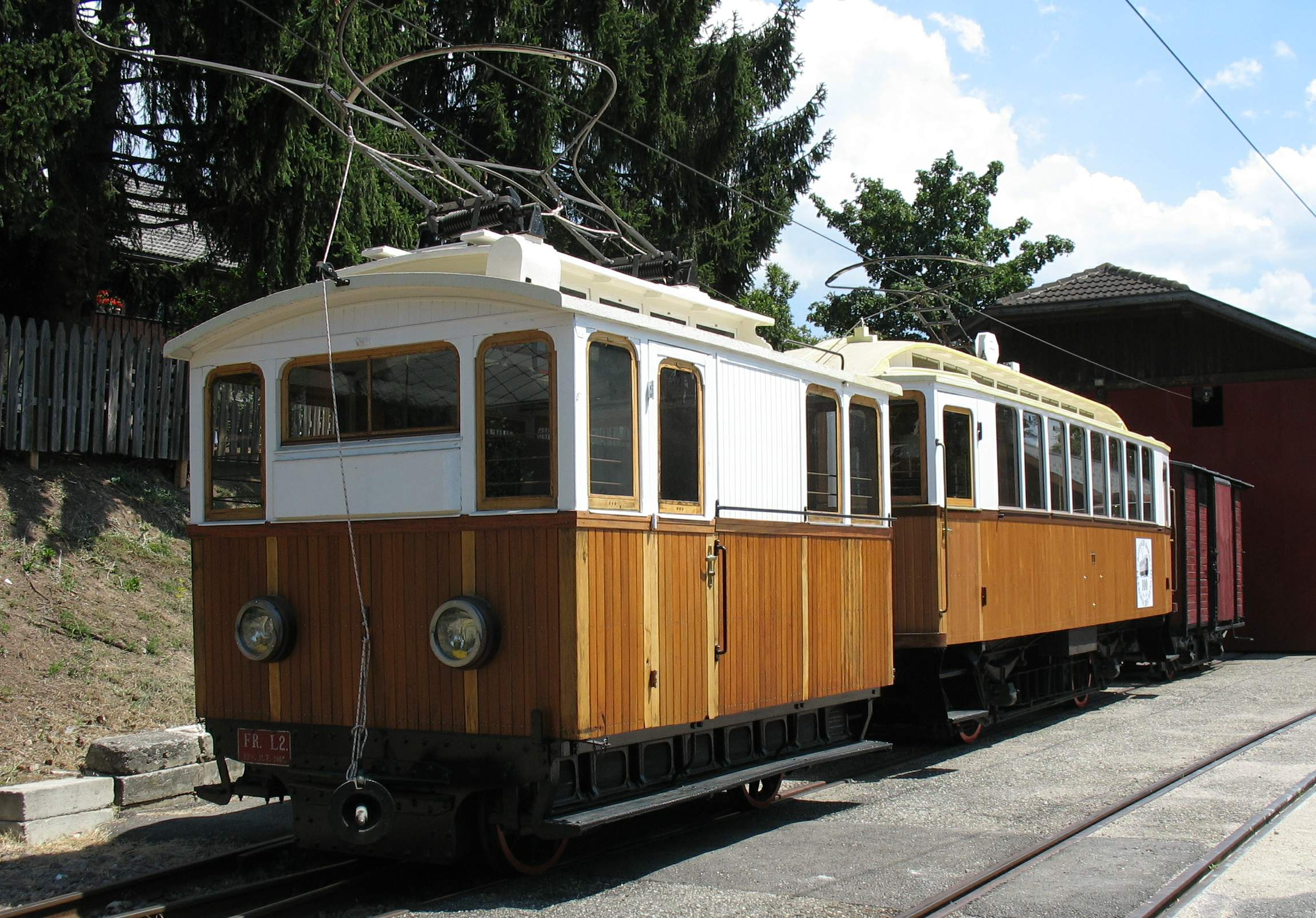
Locomotiva a cremagliera L2
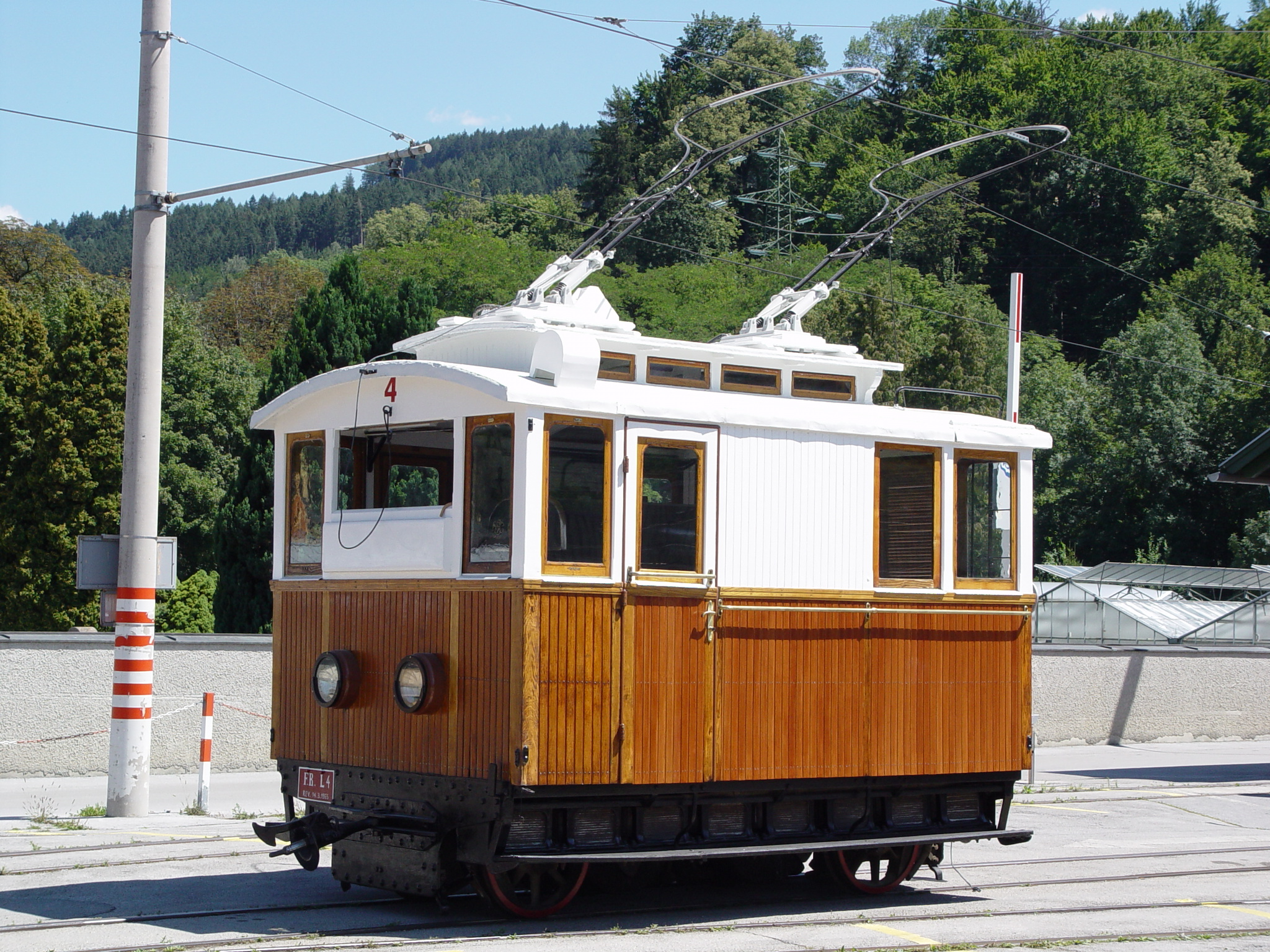
Locomotiva a cremagliera L4
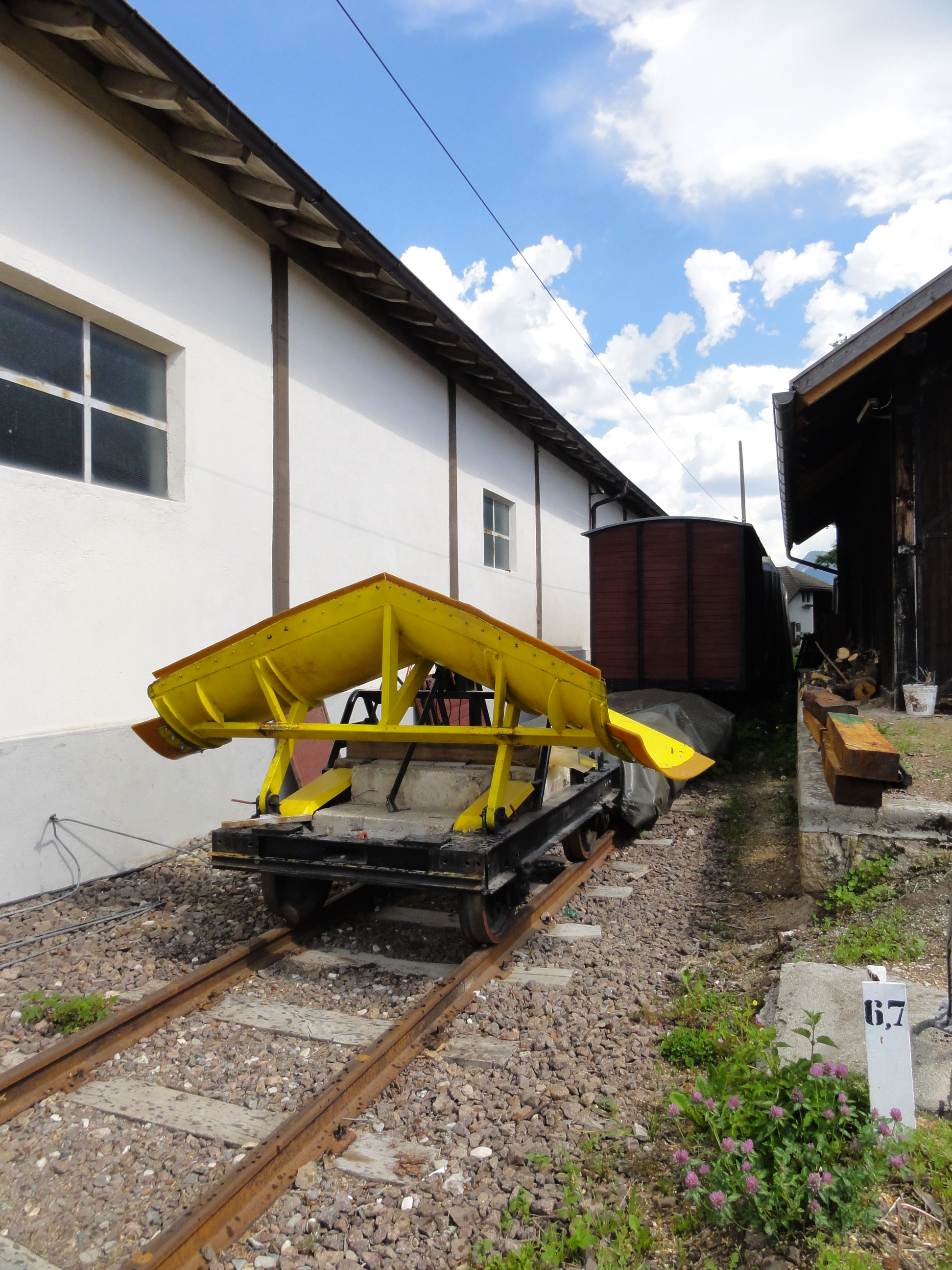
Carro spazzaneve
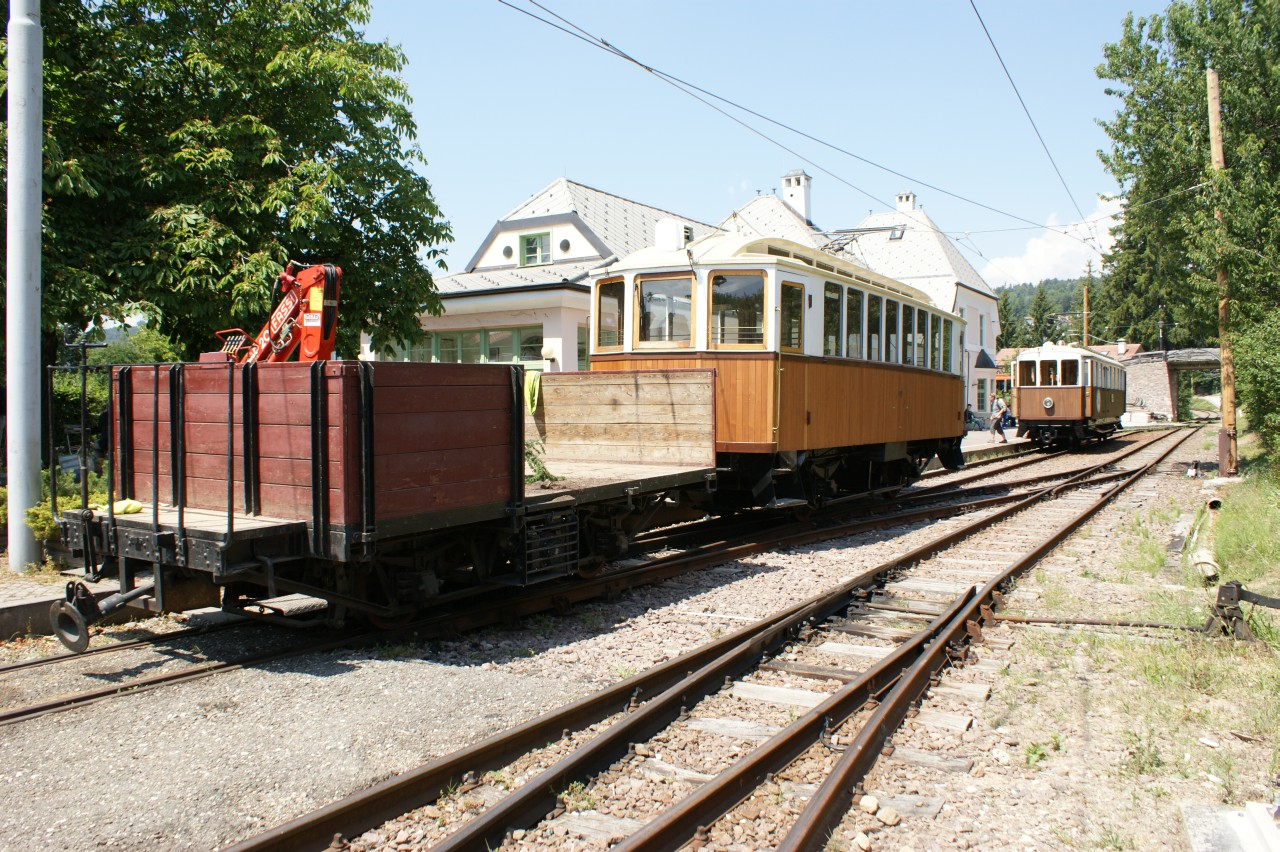
Carro scoperto 32